# Atchisson Assault Shotgun
Atchisson Assault Shotgun (Atchisson Stormhaglgevær) udviklet i 1972 af Maxwell Atchisson. Den mest fremtrædende funktion er den reducerede rekyl. Den nuværende 2005-version blev udviklet for over 18 år siden. Patentet blev solgt til Military Police Systems, Inc. Det oprindelige design var grundlaget for flere senere våben, herunder USAS-12 - kamp haglgevær. Våbenet er kun fuldautomatisk, med en hastighed på 300 skud pr. minut. Der er et 8 skuds boksmagasin og 20 eller 32 skuds tromlemagasiner.